# Jacky Ido
Jacky Ido (* 14. Mai 1977 in Ouagadougou in Obervolta, dem heutigen Burkina Faso in Westafrika) ist ein burkinischer Schauspieler.

## Leben
Jacky Ido wirkte in mehreren Kurzfilmproduktionen mit – seine erste Kino-Hauptrolle hatte er in dem Spielfilm Die weiße Massai. Neben der Schauspielerei, der er auch als Mitglied einer Theatergruppe nachgeht, betätigt sich Ido als Rapper und Hip Hopper.
Im Quentin-Tarantino-Film Inglourious Basterds spielte er die Rolle des Marcel. 2012 übernahm er die Rolle des Sklaven Jim in Die Abenteuer des Huck Finn. 2014 war er neben Chyler Leigh in der auf NBC ausgestrahlten französisch-US-amerikanischen Comedy Taxi Brooklyn zu sehen.
Ido lebt in Paris.

## Filmografie (Auswahl)
- 2004: Die weiße Massai
- 2006: Les enfants du pays
- 2007: Aide-toi, le ciel t’aidera
- 2009: Inglourious Basterds
- 2009: Ces amours-là
- 2012: Lockout
- 2012: Die Abenteuer des Huck Finn
- 2013: Westen

## Serien (Auswahl)
- 2005: Engrenages (1 Episode)
- 2014: Taxi Brooklyn (12 Episoden)
- 2016: The Catch (11 Episoden)
- 2019: The Widow